# Бузіаш
Бузіаш (рум. Buziaș) — місто у повіті Тіміш в Румунії. Адміністративно місту підпорядковані такі села (дані про населення за 2002 рік):
- Бакова (1544 особи)
- Сіладжу (893 особи)

Місто розташоване на відстані 378 км на захід від Бухареста, 31 км на південний схід від Тімішоари.

## Населення
За даними перепису населення 2002 року у місті проживали 7772 особи.
Національний склад населення міста:
| Національність            | Кількість осіб | Відсоток |
| ------------------------- | -------------- | -------- |
| румуни                    | 6791           | 87,4%    |
| угорці                    | 316            | 4,1%     |
| німці                     | 281            | 3,6%     |
| цигани                    | 270            | 3,5%     |
| словаки                   | 49             | 0,6%     |
| українці                  | 26             | 0,3%     |
| серби                     | 9              | 0,1%     |
| росіяни-липовани          | 7              | 0,1%     |
| чехи                      | 5              | 0,1%     |
| болгари                   | 1              | < 0,1%   |
| хорвати                   | 1              | < 0,1%   |
| поляки                    | 1              | < 0,1%   |
| італійці                  | 1              | < 0,1%   |
| не вказали національність | 3              | < 0,1%   |

Рідною мовою назвали:
| Мова       | Кількість осіб | Відсоток |
| ---------- | -------------- | -------- |
| румунська  | 6892           | 88,7%    |
| угорська   | 280            | 3,6%     |
| німецька   | 259            | 3,3%     |
| циганська  | 251            | 3,2%     |
| словацька  | 41             | 0,5%     |
| українська | 21             | 0,3%     |
| сербська   | 6              | 0,1%     |
| чеська     | 4              | 0,1%     |
| болгарська | 2              | < 0,1%   |
| російська  | 1              | < 0,1%   |
| хорватська | 1              | < 0,1%   |
| польська   | 1              | < 0,1%   |
| італійська | 1              | < 0,1%   |

Склад населення міста за віросповіданням:
| Релігія                                       | Кількість осіб | Відсоток |
| --------------------------------------------- | -------------- | -------- |
| православні                                   | 6400           | 82,3%    |
| римо-католики                                 | 715            | 9,2%     |
| п'ятдесятники                                 | 402            | 5,2%     |
| баптисти                                      | 82             | 1,1%     |
| реформати                                     | 72             | 0,9%     |
| греко-католики                                | 30             | 0,4%     |
| адвентисти                                    | 18             | 0,2%     |
| не релігійні                                  | 8              | 0,1%     |
| лютерани (Синодально-пресвітеріанська церква) | 7              | 0,1%     |
| лютерани                                      | 4              | 0,1%     |
| бретрени                                      | 2              | < 0,1%   |
| атеїсти                                       | 2              | < 0,1%   |
| юдеї                                          | 1              | < 0,1%   |
| не вказали релігію                            | 2              | < 0,1%   |

## Зовнішні посилання
- Дані про місто Бузіаш на сайті Ghidul Primăriilor